# San Martino in Passiria
Pour les articles homonymes, voir San Martino.
San Martino in Passiria (en allemand, Sankt Martin in Passeier) est une commune italienne d'environ 3 200 habitants située dans la province autonome de Bolzano dans la région du Trentin-Haut-Adige dans le nord-est de l'Italie.

## Administration
| Période                                  | Période  | Identité         | Étiquette | Qualité |
| ---------------------------------------- | -------- | ---------------- | --------- | ------- |
| 9/5/2005                                 | En cours | Hermann Pirpamer | SVP       | maire   |
| Les données manquantes sont à compléter. |          |                  |           |         |

### Hameaux
Cresta, Vallone, Valclava, Montaccio, Novale, Saltusio, Sorgente

### Communes limitrophes
Les communes limitrophes sont  Moso in Passiria, Rifiano et San Leonardo in Passiria.